# Comunidad de Sepúlveda-Riaza

Mapa del territorio comunal en la Provincia de Segovia:
Territorio comunal
Comunidad de Villa y Tierra de Sepúlveda (propietaria)
Villa de Riaza (propietaria)
Comunidad de Villa y Tierra de Fresno de Cantespino (propietaria hasta 1925)

La comunidad de Sepúlveda-Riaza es un territorio comunal de 71.3 km² no urbano que pertenece la a villa de Riaza, a la Comunidad de Villa y Tierra de Sepúlveda y hasta la partición de 1925 también a la Comunidad de Villa y Tierra de Fresno de Cantespino. 

## Geografía
Está situado al nordeste de la provincia de Segovia, en la transición entre las montañas de la Sierra de Ayllón y la meseta norte castellana, antes del valle del río Duero.

El territorio es atravesado por la Cañada Real Soriana Occidental y el Ferrocarril directo Madrid-Burgos, línea cerrada al tráfico en 2011 que sitúa dentro del territorio a la Estación de Riaza y a la Estación de El Cerezo en su límite suroeste. Por su término también atraviesan las carreteras N-110, SG-911, SG-114, SC-SG-1, SG-V-1111 y la carretera de Prado Pinilla además de ser bordeada por la SG-115. 
| Noroeste: Boceguillas, Riaza (exclave) y Sequera de Fresno | Norte: Riaza (exclave) y Fresno de Cantespino | Nordeste: Riaza (exclave) y Ribota                          |
| Oeste: Castillejo de Mesleón y Cerezo de Arriba            |                                               | Este: Riaza (exclave)                                       |
| Suroeste: Cerezo de Arriba                                 | Sur: Riaza                                    | Sureste: Riaza, Riofrío de Riaza y Cantalojas (Guadalajara) |

## Historia
El territorio se configura al amparo de la Comunidad de villa y tierra de Sepúlveda el año 940, dentro del Fuero de Sepúlveda  otorgado por el conde Fernán González y confirmado en 1076 por Alfonso VI de León y ratificado por el rey Fernando IV de Castilla en 1305. Las zona que se encuentra bajo un régimen comunal de aprovechamiento de pastos y leñas.
Con la creación de la Comunidad de villa y tierra de Fresno de Cantespino (entre 1111 y 1123), que incluía a Riaza, siguieron teniendo dichos derechos de aprovechamiento de pastos y leñas.
Con la fundación de Riaza como villa, incorporándose al dominio de la Diócesis de Segovia, conservó el derecho al disfrute de los montes y aguas de los extensos territorios de la sierra baja del municipio de Sepúlveda por los vecinos de Riaza radica en un acuerdo entre el obispo de Segovia, señor de Riaza, y el concejo de Sepúlveda, firmado en 1258. En los numerosos pleitos entre las dos villas, Riaza se vio siempre amparada por sus poderosos señores, a quienes les correspondían los beneficios. Desde la Edad Media y hasta principios del siglo XIX se sucedieron las disputas con Sepúlveda por el aprovechamiento de los bosques, pastos y aguas, hasta que en 1844 el gobernador civil de Segovia ordenó la división de los bienes de la Comunidad que ambos pueblos formaban, mediando en esta división Fresno de Cantespino. Al decretarse la extinción temporal de las Comunidades de Villa y Tierra, tuvo lugar, ya en 1870, la consecuente disolución de la Comunidad de Riaza y Sepúlveda, quedando establecido este espacio de aprovechamiento común para ambos municipios.
En 1925, tras la firma del acta de división, se fraccionan definitivamente Los Comunes. A la Comunidad de Villa y Tierra de Sepúlveda le corresponderá un 70% del predio, a Riaza un 19% y a la Comunidad de Fresno de Cantespino el 11%.
El actual Común de Sepúlveda-Riaza es la parte de Sepúlveda y Riaza de dicho reparto.